# برونو وایل
برونو وایل (به آلمانی: Bruno Weil؛ زادهٔ ۲۴ نوامبر ۱۹۴۹) رهبر ارکستر اهل آلمان است. وایل رهبر مهمان اصلیِ ارکسترِ باروکِ تافل‌موزیک است. او هم‌اکنون در آکادمی ایالتیِ موسیقی و تئاترِ مونیخ، به‌عنوان استاد، «رهبری» تدریس می‌کند.
وایل از شاگردان هانس سواروفسکی و فرانکو فررا بود و برندهٔ چندین جایزهٔ مهم بین‌المللی شد. در سال ۱۹۸۸ در جشنوارهٔ زالتسبورگ در سه اجرا از شش اجرای اپرای دون ژوان اثر موتسارت جانشین هربرت فون کارایان شد (۱۹، ۲۲ و ۲۵ اوت). همچنین، او در تورنتو، کالیفرنیا، آوکسبورک (۱۹۸۱–۱۹۸۹)، دویسبورگ (۱۹۸۹–۲۰۰۲) سابقهٔ رهبری داشته است. وایل در ارکسترهای چندین کشور، ازجمله در ایالات متحده، بریتانیا، آلمان، فرانسه، ژاپن، کانادا، ایتالیا، برزیل، هلند، نروژ، اتریش و استرالیا، سابقهٔ رهبری دارد.

## یادداشت
1. ↑  The Tafelmusik Baroque Orchestra
2. ↑  State Academy for Music and Theater